# F1 22
F1 22 este un joc video de curse dezvoltat de Codemasters și publicat de EA Sports. Este al treisprezecea joc din seria F1 creată de Codemasters. Jocul deține o licență oficială a campionatelor de Formula 1 și Formula 2 din 2022. Jocul a fost lansat pentru PlayStation 4, PlayStation 5, Windows, Xbox One și Xbox Series X/S pe 1 iulie 2022. De asemenea, își va face debutul pe platforma EA Origin ca platformă principală, care poate fi jucată și în aplicația EA Desktop, precum și în Epic Games Store . În intrările anterioare, Steam a fost singura platformă disponibilă pentru jucătorii de pe computer. Jocul a primit în mare parte recenzii pozitive din partea criticilor, cele mai multe critici fiind vizate de lipsa de inovație în comparație cu titlurile anterioare și noul mod „F1 Life”.

## Gameplay-ul

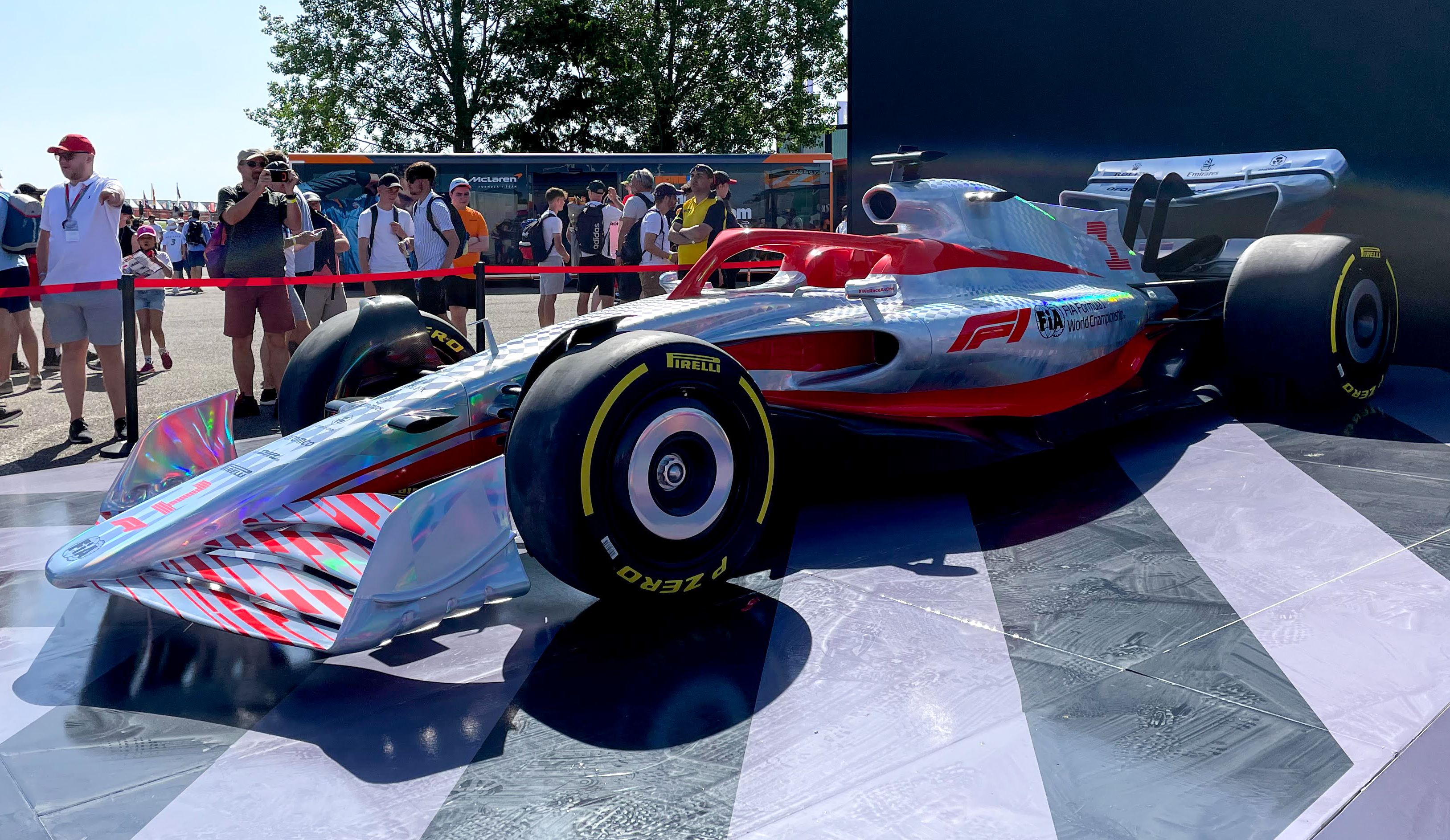
Mașină de formula 1 apărută în anul 2022 demonstrată la British Grand Prix din 2021

Datorită noilor reglementări tehnice pentru Campionatul Mondial de Formula 1 din 2022, F1 22 prezintă noi modele de mașini cu fizică actualizată. Jocul include, de asemenea, o listă de circuite actualizată, inclusiv amenajările revizuite ale Circuitului Barcelona-Catalunya pentru Marele Premiu al Spaniei, Circuitul Yas Marina pentru Marele Premiu Abu Dhabi și Circuitul Albert Park pentru Marele Premiu al Australiei, precum și adăugarea noului circuit din Miami pentru noul Mare Premiu de la Miami. Circuitul Internațional Algarve, locul unde se desfășoară Marele Premiu al Portugaliei, împreună cu Circuitul Internațional Shanghai, care găzduiește Marele Premiu al Chinei, au fost adăugate ulterior jocului printr-o actualizare.
Sprinturile de Formula 1, o noutate pentru sport, sunt de asemenea incluse în joc.  F1 22 dispune de AI adaptiv, care ar ajusta ritmul mașinilor AI în funcție de performanța jucătorilor pentru a se asigura că jucătorii sunt competitivi de la cursă la cursă. Jocul introduce, de asemenea, un mod hub personalizabil numit F1 Life, pentru a permite jucătorilor să colecteze supermașini, îmbrăcăminte și accesorii. De asemenea, s-a confirmat că jocul acceptă realitatea virtuală pentru PC prin intermediul căștilor de realitate virtuală Oculus Rift sau HTC Vive. F1 22 oferă, de asemenea, opțiuni de difuzare captivante, concepute după transmisiunile televizate de Formula 1, precum și opriri interactive la boxe.
EA și Codemasters au adăugat și supermașini la Formula 1 cu „Pirelli Hot Laps”, care este accesibil prin noul mod „F1 Life”.

## Dezvoltare și lansare
F1 22 a fost dezvăluit pe 21 aprilie 2022, atât Codemasters, cât și EA Sports lucrând la joc. Este un joc video oficial al campionatelor de Formula 1 și Formula 2 din 2022, alături de F1 Manager 2022 al Frontier Developments. Jocul a fost lansat pe 1 iulie 2022, pentru platformele PlayStation 4, PlayStation 5, Windows, Xbox One și Xbox Series X/S prin Steam, Epic Games Store și Origin, având loc în weekendul Marelui Premiu al Marii Britanii din 2022. Ediția Campionilor a jocului a fost lansată cu trei zile mai devreme, pe 28 iunie 2022.

## Recepție
F1 22 a primit recenzii „în general favorabile”, potrivit agregatorului de recenzii Metacritic.   
Eurogamer a lăudat implementarea de către Codemasters a elementelor de simulare, cum ar fi vremea dinamică și a scris în favoarea excluderii porposing-ului, dar a numit jocul „prea familiar” și „exagerat de umflat”, scriind că „există un sentiment că reglementările din 2022 au introdus la fel de multe probleme ca și rezolvări ale celor anterioare și că impactul pozitiv al noului set de reguli nu se va vedea cu adevărat decât în câțiva ani.” GameSpot a lăudat nivelul crescut de agenție a jucătorilor, gazda setărilor de asistență și recrearea autentică a noii ere a Formulei 1, dar a criticat lipsa iterației, modul gol F1 Life și includerea microtranzacțiilor. IGN a apreciat includerea formatului de curse de sprint, suportul pentru realitatea virtuală și întinerirea de către joc a elementelor stagnante ale francizei, dar a criticat înlocuiască modului Braking Point precedent cu unul „anost” F1 Life. În ceea ce privește monetizarea sa, site-ul a scris: „Este probabil un semn trist al vremurilor că, în timp ce jocurile anterioare de Formula 1 au prezentat mașini emblematice din istoria sportului, F1 22 are un set extins de... covoare, saloane și lămpi de designer”.  PC Gamer a lăudat includerea actualizărilor clasamentelor din lumea reală, a curselor de sprint, a sistemului arborelui de abilități, a modelelor de daune și a bogăției de alegere a jucătorilor, dar a criticat grafica învechită, AI-ul inconsecvent, comenzile consolei și adăugarea slabă a supermașinilor, remarcând totodată că „lansarea anuală nu s-a mai simțit la fel de inutilă decât în F1 2014”. 
PCGamesN a criticat atmosfera plictisitoare a F1 22 și a deplâns „oboseala cumulată de a fi trecut prin această experiență de atâtea ori înainte în iterațiile anterioare și de a avea atât de puțin conținut nou semnificativ în F1 22 pentru a o ușura”.  Polygon a declarat că „ F1 22 nu este [o lucrare transformatoare], dar nu trebuie să fie una – crearea de mașini noi, iar provocarea organică de a învăța cum să le conduci spre limită, a fost o transformare suficientă”. Push Square a lăudat manevrarea calității, imaginile bune, modurile de carieră profunde, supermașinile noi și personalizarea robustă, criticând în același timp numeroasele bug-uri și erori, precum și motorul de joc îmbătrânit și modul F1 Life nesubstanțial..Shacknews a lăudat circuitele existente de curse revizuite, noile circuite, audio-ul remixat, comentariile noi, suportul VR și integrarea noilor reglementări și design-uri de mașini, dar nu i-a plăcut senzația „teribilă” a supermașinilor, AI-ul dificil și problemele persistente ale seriei. The Guardian a acordat jocului un scor de 3/5 stele și a scris: „F1 22 este uluitor din punct de vedere tehnic și asta, combinat cu șansa de a conduce mașinile din acest an pe pistele actuale, ar trebui să-l facă irezistibil pentru fanii Formulei 1. Atâta timp cât reușesc să ignore oribilul F1 Life.” 
Jocul a ocupat primul loc în topurile de vânzări din Regatul Unit.